# Andreas Pancratius
Andreas Pancratius oder Pankratius (auch Pangratius; * 1529 in Wunsiedel; † 27. September 1576 in Hof (Saale)) war ein deutscher lutherischer Geistlicher und Lehrer.

## Leben
Pancratius Ausbildung ist weitgehend unbekannt. Er soll Schüler des Georg Major an der Universität Wittenberg gewesen sein und dort den Grad eines Magister erhalten haben. Er wandte sich der Laufbahn als Geistlicher zu und wurde Diaconus in Pressath. 1555 kam er als Prediger nach Amberg. Dort stieg er zum Wortführer unter den Predigern auf, sodass er mehrfach zu Disputationen mit Kaspar Olevianus und den kurfürstlichen Räten nach Heidelberg reiste. Zwar stand Pancratius als lutherischer Geistlicher in der Gunst des Pfalzgrafen Ludwig, am Ende setzte sich jedoch Kurfürst Friedrich III. von der Pfalz durch und führte die reformierte Lehre ein. Die lutherischen Prediger, darunter auch Pancratius wurden 1566 aus Amberg vertrieben.
Pancratius wandte sich nach Hof. Dort wurde er 1567 Superintendent, Prediger und Inspektor des örtlichen Gymnasiums, wobei er auch als Lehrer des Gymnasiums wirkte. Er prägte etwa zehn Jahre die Kirchengemeinde in Hof, bis er nach kurzer schwerer Krankheit 1576 starb. Kurz zuvor war noch Teilnehmer des Konvents von Ansbach. Durch seine Predigtbücher soll er für die Homiletik seiner Zeit sehr einflussreich gewesen sein. Johann Streitberger bezeichnete ihn „als ein Licht und eine Zierde der Kirche“.

## Werke (Auswahl)
- Uber der Sontäge Epistel und Evangelia, kurtze Summarien und Gebetlein, Geißler, Nürnberg 1565.
- Fragstücklein aus der Sontage vnd Fest-Euangelien genomen: vnd für die Jugend also gestellet, das auch vngeübte junge Kirchendiener, ein richtige abteilung des Texts, vnd zimliche gute anleitung, zur gantzen Predigt, darin finden werden, Peilschmidt, Hof 1571 (auch Bürger, Eger 1573).
- Haus- und Kirchenbuch oder kurzen Summarien und Gebetlein über die Sonntags- und Festtagsepisteln und Evangelien, sowol für christliche Hausväter als für Geistliche, Hof 1572 (zuletzt Nürnberg 1771).
- Methodus concionandi, monstrans verum et necessarium artis rhetoricae, in ecclesia, usum, ..., Schleich & Schöne, Wittenberg 1572.
- Auβ der Sontäge und Feste Episteln kurtze Fragstücklein, für die jugent, und den gemeinen Man, Prückner, Hof 1575.
- Funffzehen Predigten von der Schrecklichen Plage der Pestilentz, was sie sey, woher sie komme, und wie wir uns drein schicken sollen, Pfeilschmidt, Hof 1577.